# 米原市立柏原中学校
米原市立柏原中学校（まいばらしりつ かしわばらちゅうがっこう）は、滋賀県米原市清滝にある公立中学校。南東約1キロ先に米原市立柏原小学校がある。

## 沿革
- 1947年4月1日 - 柏原村立柏原中学校を柏原小学校に併設、同月20日開校。
- 1948年4月1日 - 東黒田村他四ヵ村組合立山東中学校を設立し、柏原教室を柏原小学校に併設、同月12日開校。
- 1949年4月1日 - 柏原、春照、伊吹村組合立伊吹山中学校を設立し、柏原校舎を柏原小学校に併置、同日開校。
- 1953年3月31日 - 学校組合立伊吹山中学校脱退を届出。
- 同年4月1日 - 坂田郡柏原村立柏原中学校と名称変更。
- 1955年7月10日 - 山東町制施行に伴い、校名を山東町立柏原中学校と改称する。
- 1956年3月14日 - 坂田郡山東町立柏原中学校と改称。
- 1975年4月1日 - 「葉広学級」(支援学級)を開設。
- 2001年5月25日 - 春季総合体育大会（県大会）で陸上競技部　女子総合優勝（初優勝）。
- 2005年2月14日 - 米原市発足により、米原市立柏原中学校へ改称。
- 2006年5月26日 - 春季総合体育大会（県大会）で陸上競技部　男女総合準優勝。
- 2018年11月6日 - 本校３年生、関ケ原町立今須中学校３年生との合同授業（英語・社会）（於：今須中学校）尚、これは翌年まで行われた。

## 通学区域
- 柏原小学校区域に同じ[1]。

## アクセス
- JR東海道線 柏原駅から徒歩で約15分。

## 公式サイト
- 公式サイト